# راي لين
راي لين (بالإنجليزية: Ray Linn)‏ هو عازف جاز أمريكي، ولد في 20 أكتوبر 1920 في شيكاغو في الولايات المتحدة، وتوفي في 4 نوفمبر 1996 في كولومبوس في الولايات المتحدة.

## وصلات خارجية
- راي لين على موقع IMDb (الإنجليزية)
- راي لين على موقع ميوزك برينز (الإنجليزية)
- راي لين على موقع أول ميوزيك (الإنجليزية)
- راي لين على موقع ديسكوغز (الإنجليزية)